# قالبي عليا (مقاطعة دورة)
قالبي عليا (بالفارسية: قالبی علیا) هي قرية تقع في قسم ويسيان الريفي (مقاطعة دورة) في إيران. يقدر عدد سكانها بـ 222 نسمة بحسب إحصاء 2016.